# Nydals Gjuteri & Mekaniska Verkstad
Nydals Gjuteri & Mekaniska Verkstad var ett metallindustriföretag i Jönköping, som grundades 1898 av fabrikörerna F.N. Almqvist, August Svenningson och J.A. Fors. År 1917 omvandlades firman till aktiebolag. 
Företaget tillverkade transmissioner, vattenturbiner, polermaskiner samt obearbetat gjutgods. Som mest arbetade här ett 90-tal personer i fabriken och på kontoret. 
Det låg på Kålgården, där den västra delen av Kålgårdsgatan, där Nydals tidigare låg, 2003 döptes om till Nydalsgatan.
Företaget lades ned 1974. Kontorsbyggnaden på Västra Holmgatan 14 finns kvar. Åren 1993–1998 användes en del av fabrikslokalerna som allaktivitetshuset Eldslandet för främst musikintresserade ungdomar.